# Арванити
Арванитите (срещано още като арванут, или на турски арнаут) са етническо малцинство в Гърция. По-компактно населяват селищата в Атика в близост до Атина – Спата, Макрополо, Коропи, Каливия, Куварас, както, Коринт и островите Евбея, Саламин, Спецес. Според международни статистики, позоваващи се на гръцки източници, арванитите са 2% от населението на Гърция. Част от арванитите използват арванитика, или арванитски език.

## Произход
Произходът на арванитите не е спорен. Приема се, че те са от южноалбански произход. Албанците ги имат за гърцизирани православни албанци. Гръцките антрополози ги считат за потомци на древноепирските племена, които са се интегрирали напълно в гръцкото общество. Съществуват различни взаимоизключващи се хипотези за времето на заселване на това население по местата на които се открива днес. Според гръцки историци и лингвисти, арванитите са албаноезични християни, които в края на XVI век се наемат да служат като моряци във венецианския флот и активно участват в битките срещу османците (виж битка при Лепанто).
Арванитите в Атика пазят късни спомени за произхода си. Родовата им традиция е съхранила най-ранни спомени от времето на Али паша Янински, който пристига в Атика начело с военни отряди от арванити, придружени от жените и децата си, които се заселват около Атина, а част от тях и в Пелопонес. Местните предания сочат арванитите за войници на Али паша Янински, които с течение на времето се смесват с местното гръцко население и научават гръцки език. Тази теза е възприета в официалната гръцка историография за произхода на арванитите. Има запазени исторически сведения, които сочат че през XIX век арванити живеят под Акропола до
т.нар. Арванитска порта. По това време арванитите служат като охранители и войници на войводата Хаджи Али Хасеки.

## Език
Езикът на арванитите се определя и от самите тях, и от албанските имигранти от Албания, като албанско наречие на южноалбанския тоски диалект. Арванитите твърдят, че разбират езика на албанците-имигранти в Гърция, макар някои думи да са им непознати. От своя страна, албанските имигранти също потвърждават, че арванитският говор е като техния, но има някои архаични думи, които вече не се използват в съвременния албански език.

## Самоопределение
Според официалните гръцки източници, арванитите, които населяват Атика, днес говорят изключително гръцки език и имат ясно изразено православно и гръцко самосъзнание.

## Отношения между гърци и арванити
Отношението на гърците към арванитите не е еднозначно. От една страна, на тях се гледа като на затворена група, но, от друга, се заявява, че арванитите са толкова гърци, колкото и останалите. Вярващите православни гърци гледат на арванитите като на атеисти. От друга страна, за да се подчертае гръцката идентичност на арванитите, и гърците, и те самите особено акцентират на арванитския произход на около 25 гръцки висши държавни функционери – от генерал Теодорос Пангалос (от остров Саламина), до редица бивши и настоящи министри в гръцкото правителство.